# 北浜村 (兵庫県)
北浜村（きたはまむら）は、兵庫県印南郡にあった村。現在の高砂市北浜町各町にあたる。
南で隣接する大塩町と商工業では一体となった地域であり、大塩町の主力産業であった製塩業の塩田・工場は北浜村にも広がっていた。また村全域が大塩天満宮の氏子地区であった。

## 地理
- 河川：西浜川、天川

## 歴史
- 1889年（明治22年）4月1日 - 町村制の施行により、北脇村・西浜村・牛谷村の区域をもって発足。
- 1957年（昭和32年）3月10日 - 高砂市に編入。同日北浜村廃止。

昭和の大合併において、北浜村は大塩町との合併もしくは大塩町とともに高砂市への編入が取りざたされたが、大塩町が合併を巡って町内の意見がまとまらず、結果として北浜・大塩はそれぞれ別々の市へと分かれることとなった。大塩町#合併問題を参照。

## 経済
農業
『大日本篤農家名鑑』によれば北浜村の篤農家は、「川本久三郎、川本菊之助」などである。

## 交通

### 鉄道路線
村域を山陽電気鉄道本線が通過したが、駅は所在しなかった。また、現在は旧村域を山陽新幹線が通過するが、当時は未開業。

### 道路
現在は旧村域に播但連絡道路の姫路ジャンクションが所在するが、当時は未開通。